# Stade de la Beaujoire
A Stade de la Beaujoire egy labdarúgó-stadion Nantesban, Franciaországban.
A stadion az FC Nantes nevezetű helyi csapat otthonául szolgál. 1984-ben nyitották meg.
Az 1984-es labdarúgó-Európa-bajnokság és az 1998-as labdarúgó-világbajnokság egyik helyszíne volt. Befogadóképessége 42 000 fő számára biztosított, amely mind ülőhely.

## Események

### 1984-es Európa-bajnokság
| Dátum       | Időpont | Pályaválasztó | Eredmény | Vendég  | Forduló   | Nézők  |
| ----------- | ------- | ------------- | -------- | ------- | --------- | ------ |
| 1984.06.16. | 17.15   | Franciaország | 5–0      | Belgium | B csoport | 51 359 |
| 1984.06.20. | 20.30   | Portugália    | 1–0      | Románia | A csoport | 24 464 |

### 1998-as világbajnokság
| Dátum       | Időpont | Pályaválasztó    | Eredmény | Vendég       | Forduló     | Nézők  |
| ----------- | ------- | ---------------- | -------- | ------------ | ----------- | ------ |
| 1998.06.13. | 14.30   | Spanyolország    | 2–3      | Nigéria      | D csoport   | 35 500 |
| 1998.06.16. | 21.00   | Brazília         | 3–0      | Marokkó      | A csoport   | 35 500 |
| 1998.06.20. | 14.30   | Japán            | 0–1      | Horvátország | H csoport   | 35 500 |
| 1998.06.23. | 16.00   | Chile            | 1–1      | Kamerun      | B csoport   | 35 500 |
| 1998.06.25. | 21.00   | Egyesült Államok | 0–1      | Jugoszlávia  | E csoport   | 35 500 |
| 1998.07.03. | 21.00   | Brazília         | 3–2      | Dánia        | Negyeddöntő | 35 500 |